# Vara Brahma
Vara Brahma is de Thaise vorm van de hindoe veda Brahma. De verering is van Vara Brahma is behalve in Thailand ook in bepaalde gebieden in China zeer populair. In Macau, Hongkong en Taiwan vindt men vaak boeddhistische tempeltjes waar Vara Brahma wordt vereerd. De populairste Thaise plaats van verering van deze god is in het Erawanschrijn in Bangkok.
Vara Brahma wordt afgebeeld met vier gezichten die elke een van de vier windrichtingen aankijkt. Door zijn gelaat wordt deze in de Chinese cultuur "boeddha met vier gezichten" genoemd.
Gelovigen offeren meestal wierook, kaarsen, jasmijnbloemen en -slingers en melk van jonge kokosnoten. Het offeren wordt vier keer gedaan, aan elk gezicht van Vara Brahma. Elk gezicht staat voor bepaalde onderwerpen waarvoor men kan bidden.
- belangrijkste gezicht: arbeidsplaats als ambtenaar, onderwijs, werk, bekendheid
- tweede gezicht: emotie, huwelijk, liefde, liefdeslot
- derde gezicht: welvaart
- vierde gezicht: gezondheid, vrede, gezondheid van familie, vredevolle familiale relaties